# 高等学校野球 (旧制)
高等学校野球（こうとうがっこうやきゅう）とは、日本における学制改革以前の旧制高等学校所属の硬式野球部の学生が行う野球競技のことをいう。旧制の中等学校野球から現在までに至る高等学校野球とは別のもので、現在の大学野球に相当。

## 概要
野球が積極的に開催されたのは、官立学校では旧制高等学校や旧制専門学校が、私立学校においては旧制大学であった。ゆえに一高三高定期戦や早慶戦の歴史が、そのまま日本における野球史の創成期を形成しているといってよい。
1924年に第1回の全国高等専門学校野球大会が開催される。当時の大会は、東京・京都・東北・九州の四帝国大学が主催し、大阪朝日新聞社が後援となり、各帝国大学所在地で予選を行い、地区代表4チームで優勝戦を行っていた。

戦後の学制改革により、旧制高等学校は新制大学の1・2年過程に組み込まれる形で吸収されたため、旧制の高等学校野球も戦後の1946年～1947年の学制改革を経て新制大学野球へと発展的解消・吸収統合を余儀なくされた。